# Majarromaque

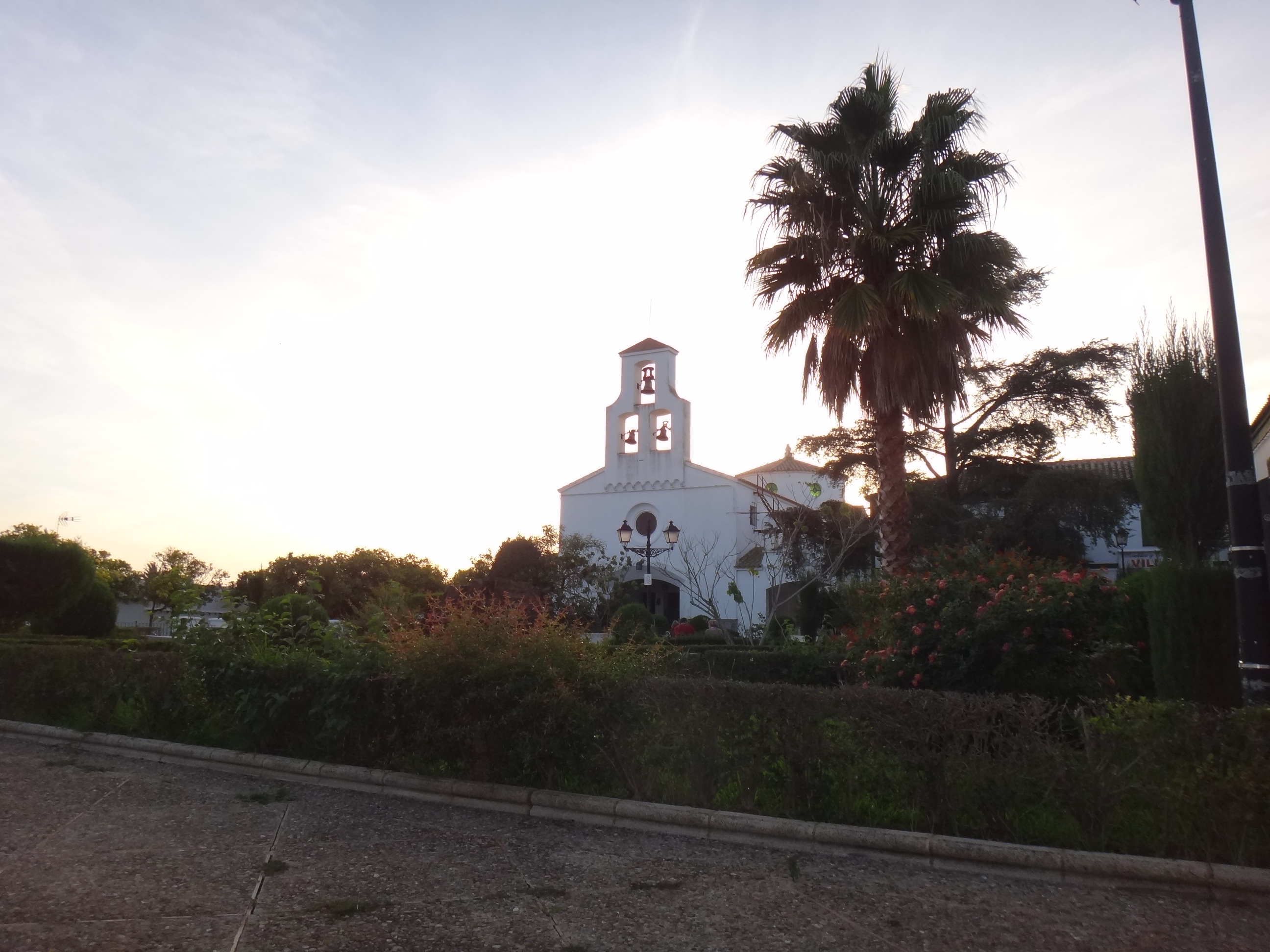
Plaza central

José Antonio es un barriada rural española perteneciente al municipio andaluz de Jerez de la Frontera, en la provincia de Cádiz.

## Origen

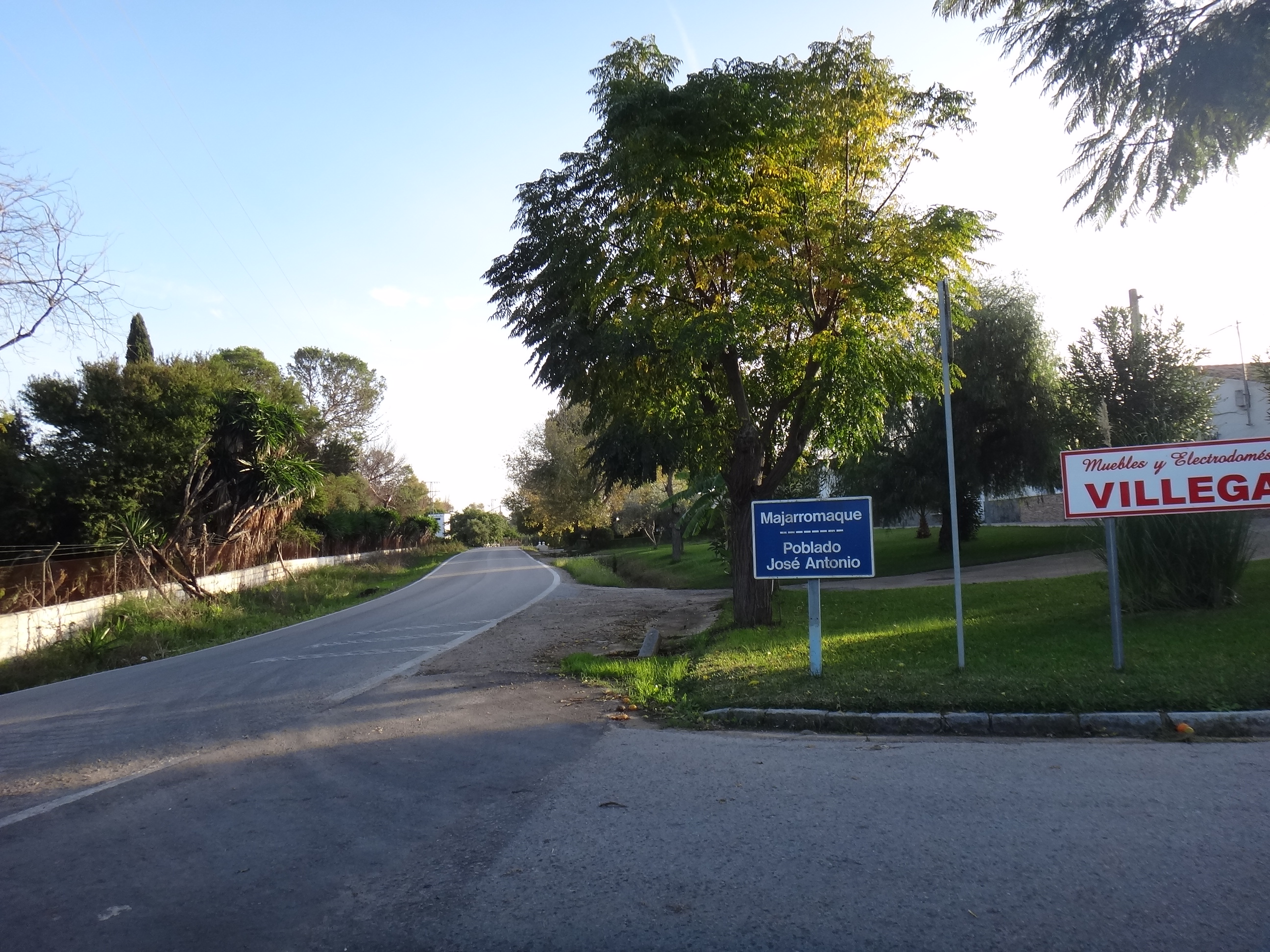
Entrada

Excavaciones realizadas en la zona localizaron yacimientos del Paleolítico Inferior y del Paleolítico Medio con materiales líticos.
La barriada tiene su origen en las colonizaciones de mediados del siglo XX ,llevadas a cabo por Francisco Franco en la provincia (zona regable de Guadalcacín), "huertos de colonos". Formando parte del Patrimonio Inmueble de Andalucía.
El poblado de José Antonio, se nombró así en honor al líder falangista.
El poblado se encuentra en las tierras del antiguo cortijo de Majarromaque o “Marrumaque”, que significa "la casa de campo del yegüero".

## Estructura
La estructura del poblado está marcada por el río Guadalete y la curvatura de la carretera que pasa por la plaza del centro cívico.

## Recursos

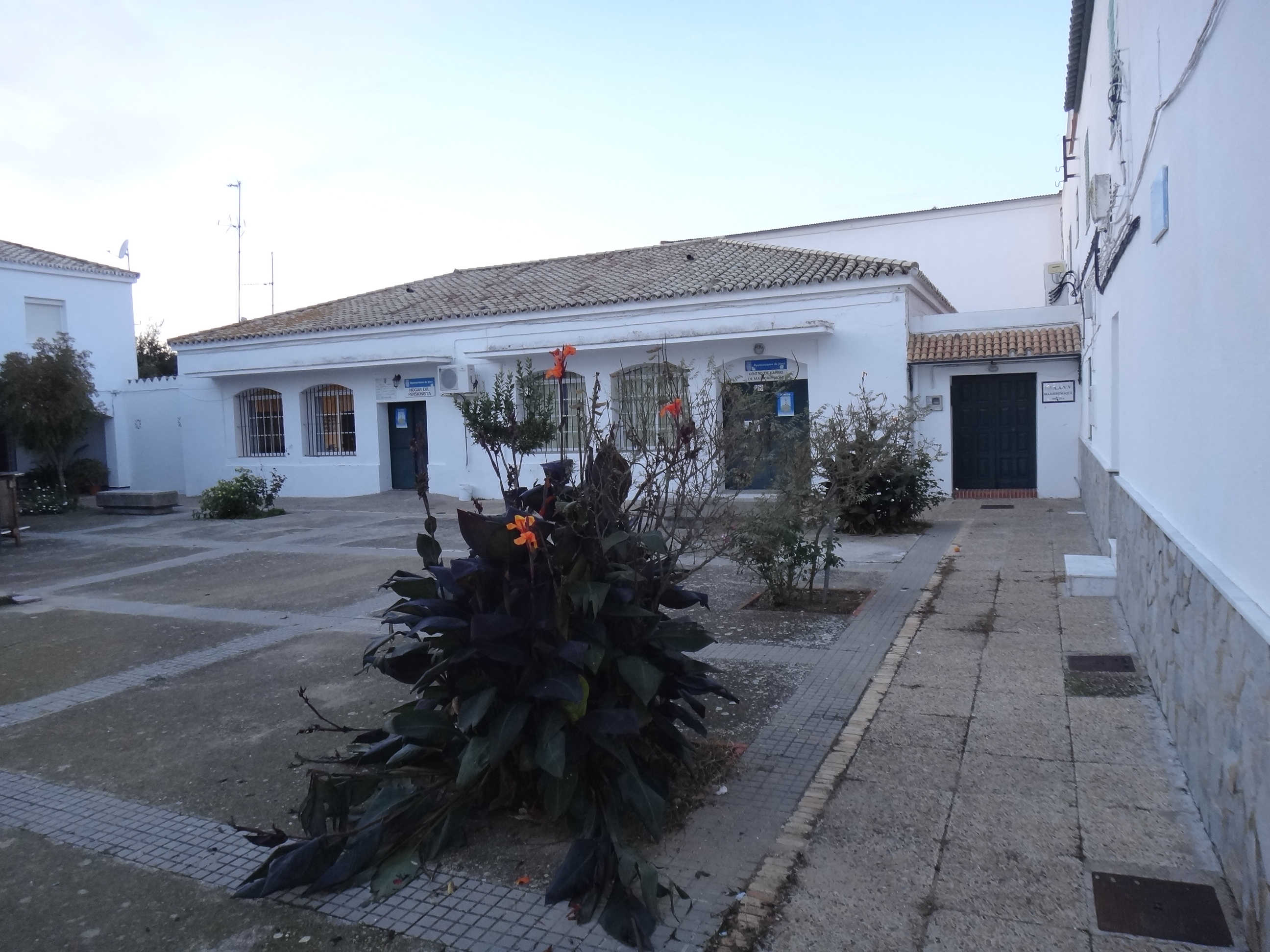
Hogar del pensionista y Centro de Barrio

Recientemente ha sido aprobada la realización de un parque biosaludable
Debido a la baja natalidad, el colegio de la pedanía ha quedado sin líneas escolares, impartiendo solo formación de adultos
Tiene un centro de atención sanitaria primaria.

## Fiestas
En la Navidad se realizan zambombas y otras actividades, como un belén viviente.